# Mieczysław Ganszer
Mieczysław Ganszer (ur. 24 września 1890 w Sanoku lub Żywcu, zm. ?) – polski żołnierz, doktor praw, prokurator, adwokat, notariusz.

## Życiorys
Urodził się 24 września 1890 w Sanoku lub Żywcu jako syn Teodora i Marii z domu Dauksz. Podczas nauki szkolnej był członkiem Polowych Drużyn Sokolich w Żywcu. W 1909 zdał egzamin dojrzałości w C. K. Gimnazjum św. Jacka w Krakowie. W 1914 ukończył studia na Wydziale Prawa Uniwersytetu Jagiellońskiego uzyskując tytuł doktora praw.
Po wybuchu I wojny światowej służył w szeregach Legionów Polskich w 3 pułku piechoty w składzie II Brygady. Następnie służył w sądzie polowym w Dęblinie oraz w Polskim Korpusie Posiłkowym w Przemyślu.
Po odzyskaniu przez Polskę niepodległości w 1918 wstąpił do służby sądowniczej II Rzeczypospolitej. Został podprokuratorem Sądu Okręgowego w Mławie, później adwokatem i notariuszem w tym mieście. Pełnił funkcję przewodniczącego Koła Przyjaciół Harcerstwa, wiceprezesem Związku Strzeleckiego, prezesem Federacji Polskiego Związku Obrońców Ojczyzny, kierownikiem placów Związku Legionistów Polskich. W 1929 został prezesem rady powiatowej BBWR w Mławie. Był delegatem z Mławy do OZN.
W 1927 jego żoną została Eugenia Kołakowska.

## Odznaczenia i ordery
- Krzyż Niepodległości[1]
- Krzyż Walecznych – dwukrotnie